# Christian (phim 2012)
Cristiada, còn có tên For Greater Glory, tên tiếng Việt Cuộc chiến vĩ đại: Câu chuyện có thật của Cristiada, là bộ phim lịch sử México, do Dean Wright đạo diễn, Michael Love viết kịch bản, chủ đề anh hùng ca, chiến tranh Cristero ở Mexico. Bộ phim công chiếu từ 20.4 ở Mexico và 1.6 ở Mỹ, gây tranh cãi về chính trị. Đây là phim chi phí cao nhất điện ảnh Mexico, và vượt qua Arráncame la vida phim 2008.

## Diễn viên
- Andy Garcia as Enrique Gorostieta
- Eva Longoria as Tulita Gorostieta[1]
- Mauricio Kuri as José Sánchez del Río
- Peter O'Toole as Father Christopher
- Oscar Isaac as Victoriano "El Catorce" Ramírez
- Santiago Cabrera as Father Vega
- Eduardo Verástegui as Anacleto González Flores
- Rubén Blades as President Plutarco Elías Calles
- Nestor Carbonell as Mayor Picazo
- Catalina Sandino Moreno as Adriana
- Bruce Greenwood as Ambassador Dwight Morrow
- Bruce McGill as President Calvin Coolidge
- Adrian Alonso as Lalo
- Joaquín Garrido as Minister Amaro
- Karyme Lozano as Doña María del Río
- Alma Martinez as Señora Vargas
- Andrés Montiel as Florentino Vargas

## Liên kết
- Website chính thức (tiếng Tây Ban Nha)
- Website chính thức (tiếng Anh)
- Cristiada trên Internet Movie Database
- For Greater Glory tại Rotten Tomatoes
- For Greater Glory tại Box Office Mojo